# Слепцов, Павел Николаевич
Павел Николаевич Слепцов (1822—1882) — русский военный деятель, генерал-адъютант (1868) и генерал-лейтенант (1871). Племянник декабриста князя Ф. П. Шаховского.

## Биография
Родился в семье масона, ротмистра Лейб-Гвардии Гусарского полка Николая Сергеевича Слепцова (1798—1831), умершего от ран полученных в 1831 году под Варшавой, и Екатерины Петровны, урождённой княгини Шаховской, дочери псковского губернатора князя П. И. Шаховского . Воспитывался в Пажеском корпусе.
В службу вступил в 1841 году, с производством в офицеры. С 1855 года полковник Лейб-Гвардии Гусарского полка, флигель-адъютант состоящий при особе Его Императорского Величества.
В 1861 году произведён в генерал-майоры Свиты Его Императорского Величества. В 1868 году произведён в генерал-адъютанты. В 1871 году произведён в генерал-лейтенанты с назначением председателем Строительной конторы Министерства императорского двора.
Был награждён всеми орденами вплоть до ордена Святого Александра Невского с бриллиантовыми знаками пожалованные ему в 1880 году.
Имел в Царском Селе собственный одноэтажный дом с мезонином и садом на углу Средней и Конюшенной улиц, где жил шумной светской жизнью. Понедельники Слепцова посещали Н. Е. Сверчков, И. К. Айвазовский, генерал А. В. Паткуль и барон А. Ф. Дризен.
Умер в Москве в январе 1882 года после продолжительной болезни, похоронен на кладбище Алексеевского монастыря.
Вторая жена (с 1868 года) — Софья Николаевна Батюшкова (1847— ?), внучка  И. А. Баратынского, дочь Штабс-Ротмистра Николая Павловича Батюшкова (ум. до 1855) от его брака с Варварой Ильиничной Баратынской (ум. 05.12.1879). После смерти мужа Софья Николаевна проживала в Москве. Была известной духовной писательницей, печатала стихи под псевдонимом «Серафинянка» в журнале «Душеполезное чтение». Её творчеством интересовался Святитель Феофан, чей духовной дочерью она была, и называл её «московской премудростью».
По словам современницы, имела «приятное меццо-сопрано, удивительно мягкое, красивое и трогательное, она много играла на память, по слуху, и удачно импровизировала». Единственная дочь Ольга (1873—1873).